# フランシス・カデル (画家)
フランシス・カデル（Francis Campbell Boileau Cadell、1883年4月12日 - 1937年12月6日）はスコットランドの画家である。「スコティッシュ・カラリスト」と呼ばれる、鮮やかな色使いを特徴とする画家のグループの一人である。

## 略歴
エディンバラの裕福な医師の息子に生まれた。妹のジーン・カデル(Jean Dunlop Cadell:1884-1967)は有名な女優になった。16歳の時パリに留学し、私立の美術学校、アカデミー・ジュリアンで学んだ。フランスで前衛的な「フォーヴィスム」の画家たちと交流し、特にアンリ・マティスの作品から影響を受けた。帰国後、エディンバラやグラスゴー、ロンドンで開かれる展覧会に風景画や静物画、人物画を出展した。
1912年にスコットランドのアイオナ島を初めて訪れ、その風景を好み、1920年代には「スコティッシュ・カラリスト」と呼ばれる画家の一人サミュエル・ペプロー（1871-1935)とアイオナ島の風景を描いた。油彩だけでなく水彩画も描いた。第一次世界大戦中は陸軍に従軍した。第一次世界大戦後の不況もあってカデルの作品は売れなくなったが、没後再評価された。

## 作品

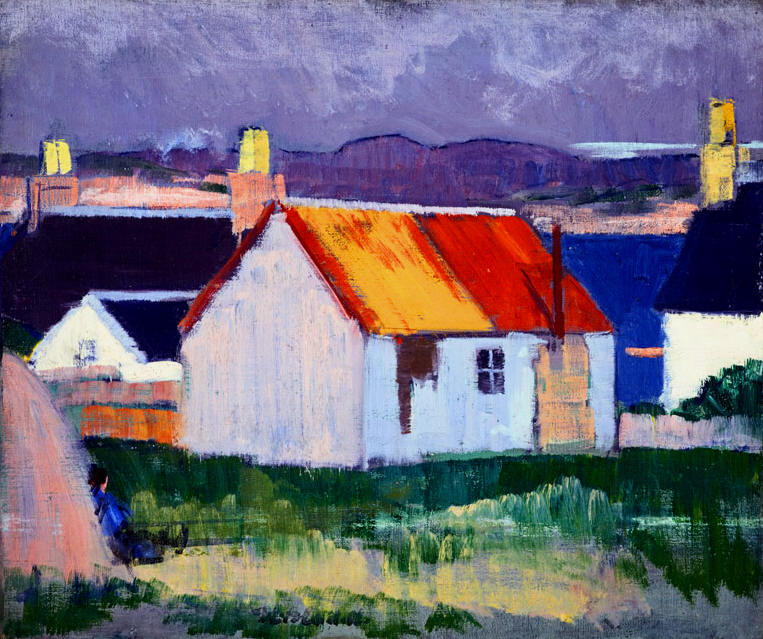
アイオナ島の風景 (1914)
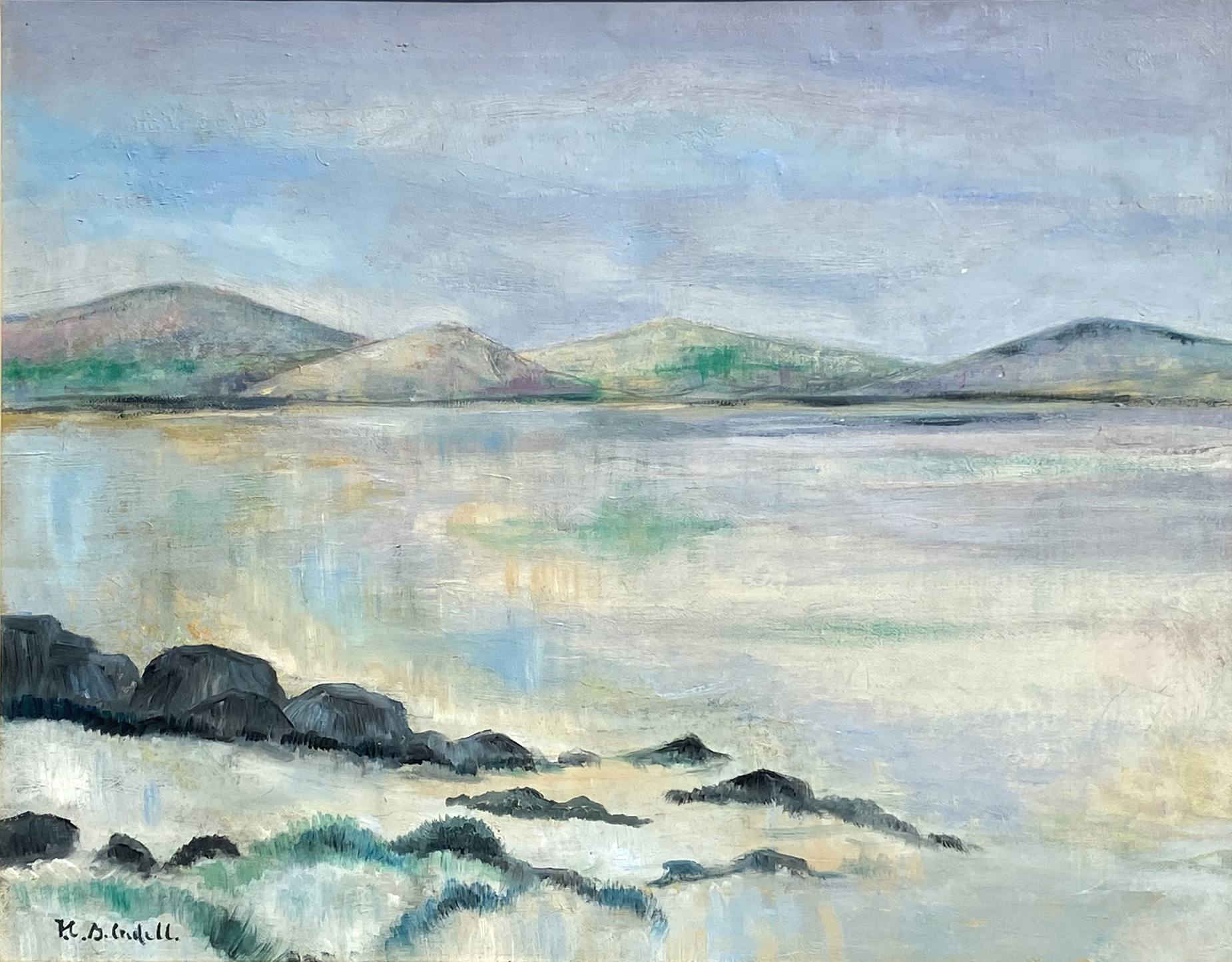
イオナの風景 (1930)
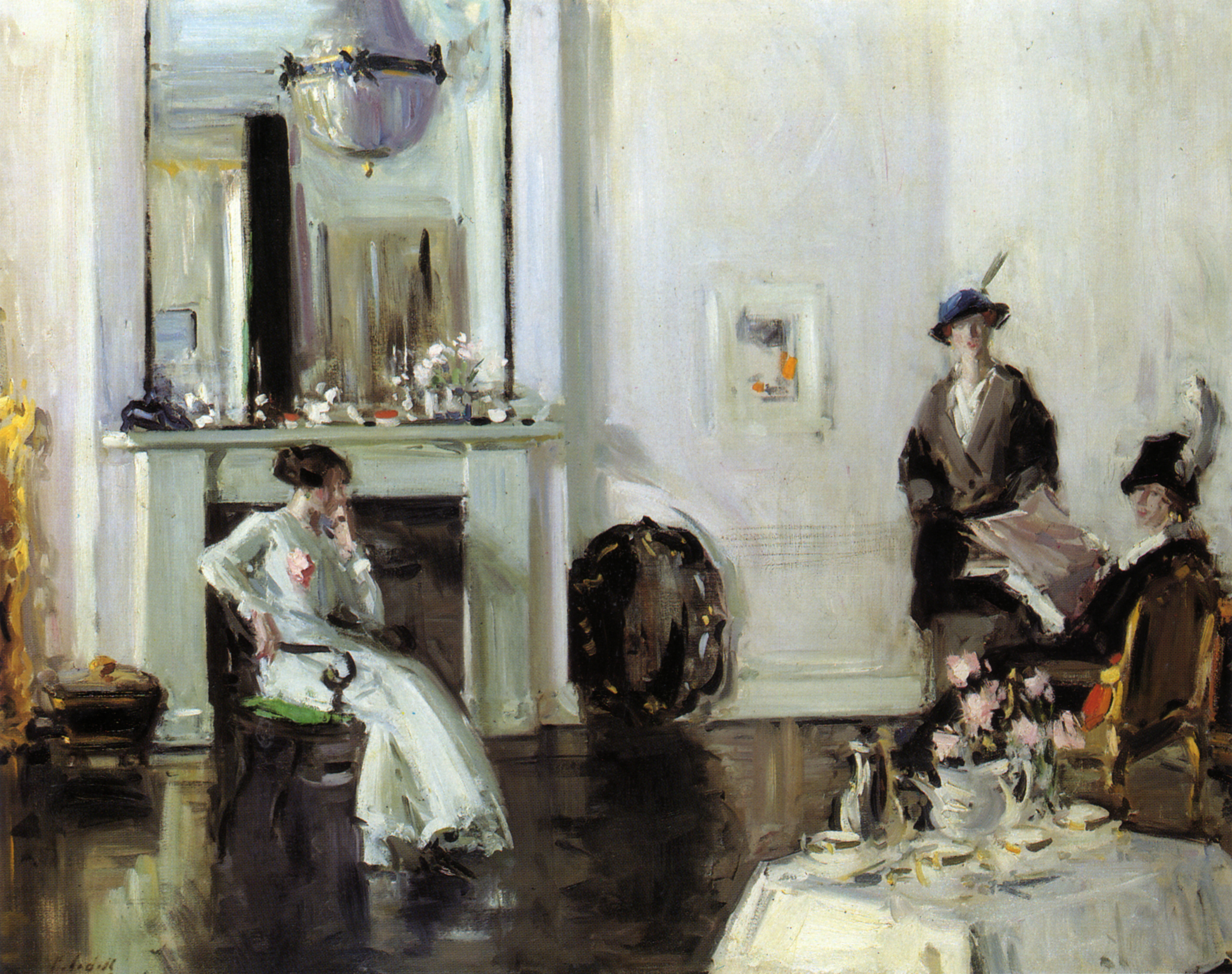
「午後」(1913)
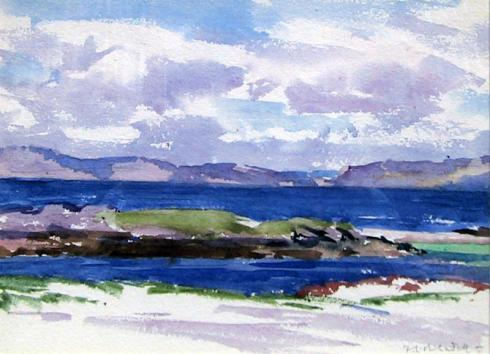
アイオナ島(水彩:年代不詳)

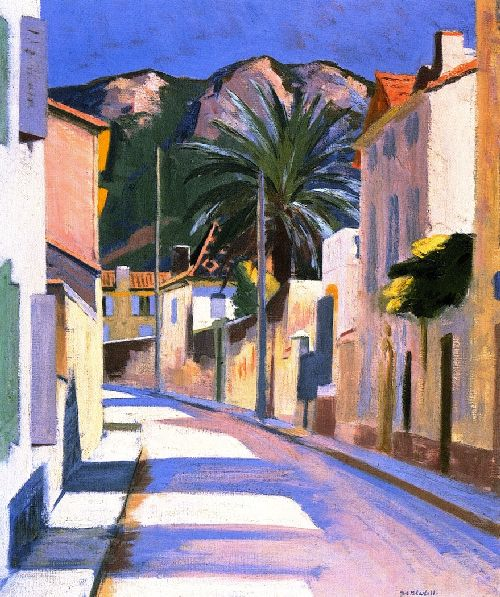
Cassis (c.1914)
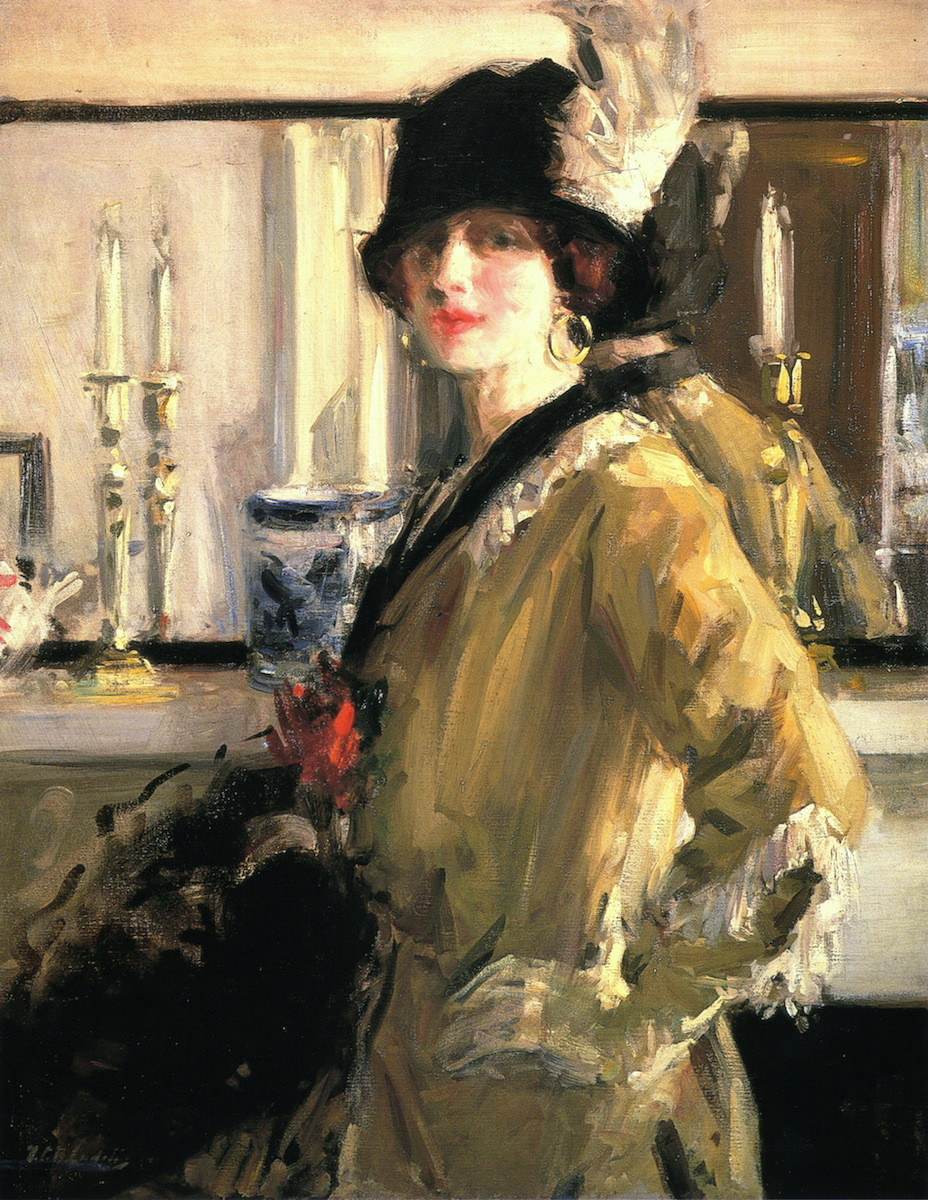
"clack hat"(1914)
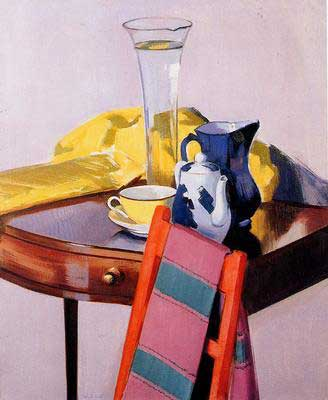
静物画 (1922)
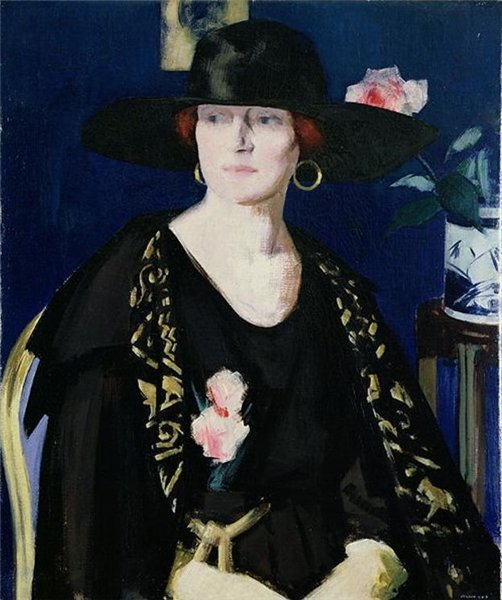
「金の刺繍のマントと黒衣の女性」